# Котомкин, Александр Ефимович
Александр Ефимович Котомкин (Котомкин-Савинский; 21 сентября [3 октября] 1885, Савино, Царевококшайский уезд, Казанская губерния, Российская империя — 20 ноября 1964, Гамбург, ФРГ) — русский поэт, гусляр, складатель, драматург.

## Биография
Родился в деревне Савино в крестьянской семье. Родители — Ефим Гордеевич (1858—1901) и Степанида Александровна (умерла в 1890 году) Котомкины. После смерти отца Александр жил в семье дяди, Матвея Гордеевича Котомкина.
В начале 1900-х годов окончил Княжнинское мужское начальное училище; с 1901 по 1904 год учился в 1-м Реальном училище в Казани. Стихи начал писать в возрасте 15 лет. Во время обучения в Казани издал свой первый сборник «Думы», включивший 28 стихотворений. В 1904 году был призван на военную службу и переведён в Московское пехотное юнкерское военное училище (с 1906 года — Алексеевское военное училище), где в 1905 году познакомился с известным в то время поэтом К. Р. — Великим Князем Константином Романовым (Константин Константинович), бывшим тогда в должности Главного начальника Военно-учебных заведений страны. К. Р. заметил молодого поэта, и вскоре между ними завязалась переписка, продолжавшаяся до самой смерти К. Р. в 1915 году Александр Котомкин высоко ценил творчество К. Р. и считал его своим учителем и наставником.
В 1906 году А. Е. Котомкин по окончании обучения был произведён в чин подпоручика и направлен для прохождения службы в 236-й Лаишевский резервный батальон, расположенный близ Казани; с конца 1909 года служил в 95-м Красноярском пехотном полку в Лифляндской губернии, жил в Дерпте (с 1918 — Тарту). Много работал в библиотеке Дерптского университета, собирая материалы для задуманной им исторической поэмы. В декабре 1909 года женился на фрейлине двора Великого Князя Константина Константиновича Елене Ивановне Григолейт. Всё это время продолжал писать стихи и подготовил к печати новый сборник, вышедший в 1910 году с предисловием Константина Романова. В 1911 году Александр Ефимович оставил военную службу и начал работать земским начальником в Самарской губернии.
С началом Первой мировой войны А. Е. Котомкин вернулся в армию. Был отправлен на Юго-Западный фронт, в Галицию. Летом следующего года был демобилизован по ранению; лечился в Киеве и тогда же выпустил в киевском издательстве книгу стихов, посвящённую памяти К. Р., умершего 2 июня 1915 года. Осенью приехал в Царевококшайск, снова поступил на земскую службу и стал начальником 2-го участка Царевококшайского уезда. Был членом различных комиссий и комитетов (по улучшению социального положения учителей; по оказанию помощи увечным воинам и т. д.). В 1916 году издал поэму «Князь Вячко и меченосцы», работу над которой начал ещё в Дерпте. Подписывая это произведение, он впервые добавляет к своей фамилии псевдоним «Савинский» (по названию своей родной деревни Савино).
В августе 1917 года уехал в Казань, оставив семью в Царевококшайске, и поступил в Казанский университет на историко-филологический факультет, однако проучился там совсем немного, так как университет был вскоре закрыт пришедшими к власти большевиками. А. Е. Котомкин работал как театральный рецензент; опубликовал историческую драму «Ян Гус», ранее запрещённую цензурой; весной 1918 года принял участие в создании Казанского губернского Союза увечных воинов и стал одним из его руководителей, а также главным редактором печатного органа Союза — литературно-общественного журнала «К Свету».
В сентябре 1918 года А. Е. Котомкин покинул Казань вместе с труппой Казанского театра, прибыл в Челябинск, и оттуда вместе с белыми частями в Сибирь, на территории, подвластные Колчаку. В военных действиях не участвовал, так как не считал возможным лично применять оружие против своего народа. Руководил передвижным театром и сам участвовал в концертах для Чехословацкого корпуса и колчаковских военнослужащих. В Иркутске, на спектакле по своей драме «Ян Гус», поставленному по случаю приезда президента Чехословакии Т. Масарика, получил личное приглашение Масарика приехать в Прагу. Участвовал с начала декабря 1919 года в Великом Сибирском ледяном походе под командованием генерала Каппеля
На похоронах генерала Владимира Каппеля в Чите 22 февраля 1920 года прочитал своё стихотворение «На смерть Каппеля». В нём, в частности, говорилось:
И Каппеля имя, и подвиг без меры, 

Средь славных героев вовек не умрёт… 

Склони же колени пред Символом веры, 

И встань за Отчизну, родимый народ. 

Весной 1920 года Котомкин в звании подполковника прибыл во Владивосток в качестве официального посланника атамана Семёнова. Во время своего творческого вечера в театре познакомился с учительницей Ниной Петровной Шкляевой, которая согласилась стать его женой. Почти сразу же они отправились в Европу — в конце 1920 года прибыли в Болгарию, а с начала 1921 года поселились в Чехословакии, в Праге, в районе Горние Мокропсы. Здесь Александр Ефимович читал лекции; в сборнике «Славяне и Восток» опубликовал драму «Сатанисты». Русский Камерный театр поставил его пьесу «Ян Гус». После премьеры спектакля, состоявшейся на сцене Чехословацкого Национального театра 6 июля 1922 года А. Е. Котомкину было присвоено звание «Почётный гражданин Праги». Нина Петровна поступила в Русский педагогический институт имени Яна Амоса Каменского, который закончила в 1926 году. 5 октября 1924 года родилась их дочь Ирина.
Летом 1926 года Котомкины выехали из Праги в Париж. Здесь Александр Ефимович начал выступать как гусляр-складатель; пел свои стихи под гусли. Ездил с концертами по городам Франции, пел на благотворительных вечерах, в различных эмигрантских обществах и кружках. Записал пластинку совместно с исполнительницей русских песен Юлией Кутыриной, племянницей И. С. Шмелёва. Выпустил в 1927 году сборник стихотворений «За Россию», а в 1930 году — небольшую книгу воспоминаний «О чехословацких легионерах в Сибири. 1918—1920». Участвовал в работе Парижского Союза увечных русских воинов. Семья жила очень бедно; часто переезжали в поисках более удобной и дешёвой квартиры и сменили в Париже более 20 адресов. Нина Петровна зарабатывала подённой работой, так как для работы по специальности требовалось французское гражданство, которое ни Александр Ефимович, ни Нина Петровна принципиально не хотели принимать. Нина Петровна опубликовала в русском журнале свой «Дневник сельской учительницы» («Современные записки» № 46 за 1931 год). Она также много времени отдавала добровольной работе в русской церкви Трёх Святителей на улице Петель. Котомкины организовывали детские православные праздники (Рождество, Пасха), ставили спектакли для русских детей, сами придумывали и шили костюмы.
В 1938 году Котомкин отправился с концертами в турне по Европе, не смог вернуться во Францию из-за начавшейся войны и вскоре был задержан немецкими властями и интернирован в лагерь для перемещённых лиц в Дании. В 1945 году его нашла в этом лагере бывшая фрейлина Гертруд фон Поэль и помогла перебраться в Гамбург. Здесь Александр Ефимович прожил до своей смерти в 1964 года; последние годы жил в небольшом семейном пансионе под Гамбургом. Некоторое время работал в Берлинском институте исследования звука, но основным заработком были концерты. Выступал в ресторанах, клубах, выступал как уличный гусляр. Переписывался с женой и дочерью, которые оставались во время войны во Франции и принимали участие в движении Сопротивления, а в 1954 году вернулись на Родину. Для самого Александра Ефимовича возвращение домой в то время было невозможно из-за его участия в белом движении и крайней антибольшевистской направленности многих стихов.
В 1960 году он издал на немецком языке книгу «Из старой Святой Руси», посвящённую собранному им фольклору.
Умер 23 ноября 1964 года. Похоронен на кладбище под Гамбургом.
В своих стихах, поэмах и пьесах А. Е. Котомкин часто обращался к истории славян, долгое время исповедовал идею объединения славянских народов. Главной темой его творчества всегда была Россия.

### Прижизненные публикации
- Думы: стихотворения. Собрание стихотворений А. Е. Котомкина-Герпулева. Казань, типография А. М. Петрова, 1904.
- «Призыв», стихотворение. Журнал «Нива» № 46 (14 ноября) за 1909.
- Сборник стихотворений (1900—1909). Со вступительной статьёй К. Р. СПб, Артистическое заведение и-ва А. Ф. Маркс, 1910.
- Блаженной памяти Св. Иоанна Златоуста. Казань, Братство Христа Спасителя, 1907 (подписано «Котомкин-Герпулев).
- Кантата к 300-летию царствования дома Романовых. СПб, типография „Сельского вестника“, Москва, т-во И. Д. Сытина, 1912.
- „1812 — 1912“. Кантата к 100-летию Отечественной войны. Саратов, типография С. М. Панина, 1913.
- „Льётесь вы, слёзы народные“, стихотворение. Журнал „Нива“ № 27 (5 июля) за 1914 год.
- Из галицийских мотивов, стихотворение. „Нива“ 3 13 (28 марта) за 1915 год.
- Песни, посвящённые Августейшему Поэту К. Р. Его Императорскому Высочеству Великому Князю Константину Константиновичу». Киев, т-во "Печатня С. П. Яковлева, 1915.
- Князь Вячко и меченосцы. Историческая поэма. Петроград, типография т-ва А. Ф. Маркс, 1916 (подписано «Котомкин-Савинский»).
- Ян Гус. Историческая драма в 6-ти действиях в стихах. Казань, типография т-ва «Труд», 1918.
- «Света! Больше света!», стихотворение; «Всем, кто вышел из народа», стихотворение; «Люблю я деревню, родимые нивы», стихотворение; «Казанский губернский съезд Союза увечных воинов», статья; «Письмо к свату на Савино», стихотворение; «Большой театр (дирекция Розенберга)», критическая заметка; Романс, стихотворение; «Мусульманский театр», критическая заметка, — журнал «К Свету», № 1 за 1918, Казань.
- Меченосцы, историческая драма в 5-ти действиях и 2-х картинах, — журнал «К Свету», № 2 за 1918, Казань.
- Меченосцы. Издание 2-е. «Свободное слово», Тюмень, 1919.
- Ян Гус. Историческая драма в стихах. «Свободное слово», Тюмень, 1919.
- На смерть Каппеля, стихотворение. «Забайкальская новь» (Чита) от 25 февраля 1920.
- Ян Гус. Со вступительной статьёй профессоров М. В. Бречкевича и Н. М. Петровского. «Славянское изд-во», Прага, 1921.
- Сатанисты. Пьеса-драма. Сборник «Славяне и Восток», Прага, 1921.
- Отзыв на журнал «Полевые цветы». «Полевые цветы» (Эстония), № 3/4 за 1930.
- «За Россию», сборник. Париж, 1927.
- О чехословацких легионерах в Сибири. 1918—1920. Воспоминания и документы. Париж, 1927.
- Из старой Святой Руси (на нем. яз.). Фленсбург-Гамбург, 1962.

### Памятник Котомкину

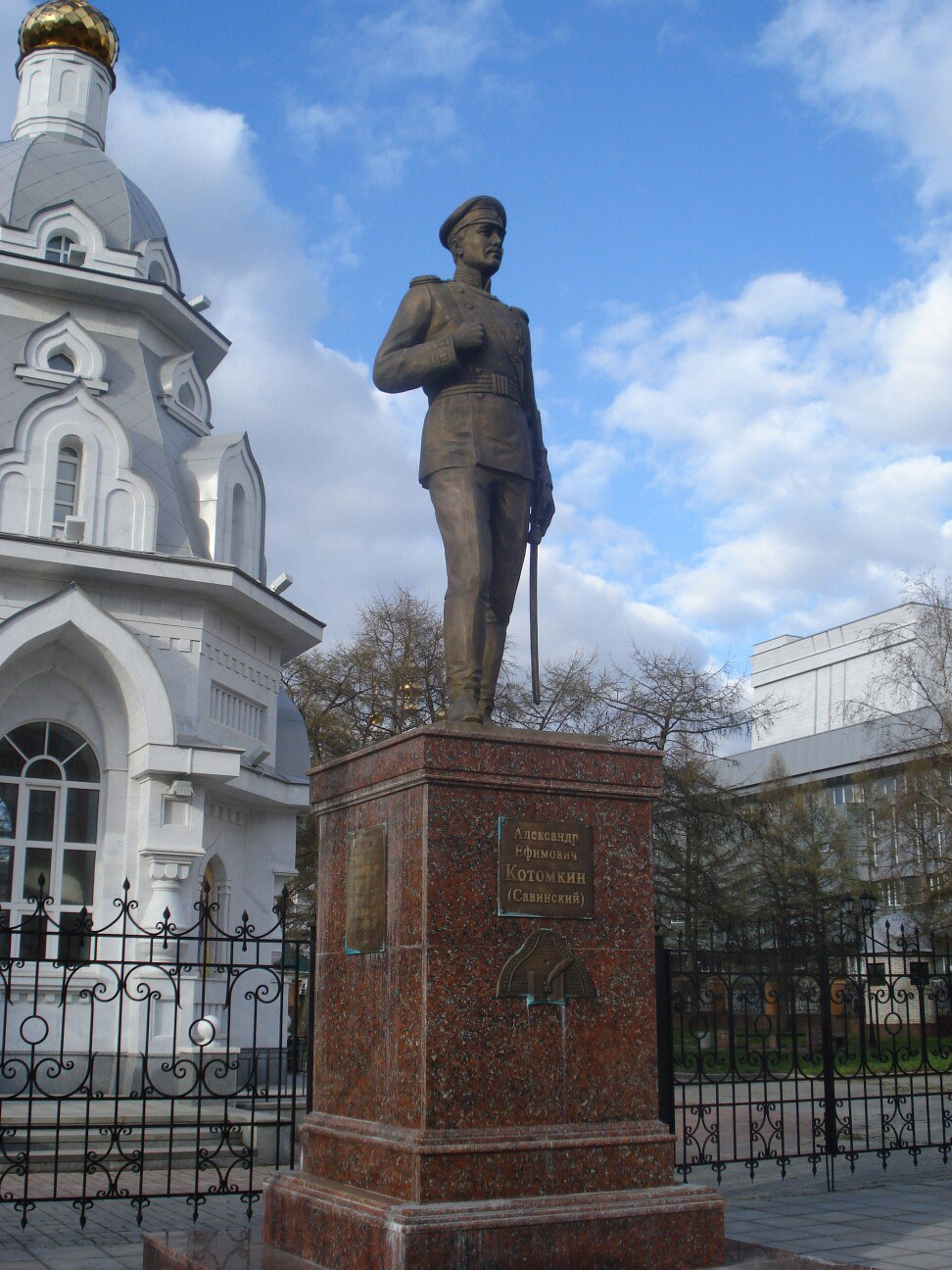
Памятник А. Е. Котомкину в Йошкар-Оле

Установлен 21 июня 2013 года в городе Йошкар-Ола на бульваре Чавайна, перед площадью имени Никонова; торжественно открыт 24 июня 2013 года. Скульптурная композиция однофигурна: на облицованном гранитом постаменте — бронзовая полноростовая фигура. На постаменте — цитата из стихов А. Е. Котомкина и надпись:

Александр Ефимович Котомский (Савинский). Русский поэт первой половины XX века, известный гусляр-складатель, участник Первой мировой войны, знаменитый царевококшаец, уроженец деревни Савино (1885—1964 гг.)

Авторы памятника — Анатолий Ширнин и Сергей Яндубаев. Памятник был отлит в Казани, высота скульптуры — 4 метра.